# Chambre de compostage
Une chambre de compostage est une technologie d'assainissement permettant de traiter les excréments pour produire du compost, qui peut être utilisé comme amendement du sol. La chambre reçoit les excréments depuis des toilettes sèches afin de minimiser l'humidité ; les toilettes séparant l'urine permettent aussi de minimiser l'ammoniaque et d'optimiser le compostage.
Une telle chambre est plus avancée qu'une chambre de déshydratation et comprend généralement :
- Un réacteur servant de fosse de stockage,
- Une unité de ventilation pour éliminer le dioxyde de carbone et la vapeur d'eau produits et fournir l'oxygène requis,
- Un système de collecte et d'évacuation du liquide percolant (qui doit être traité),
- Une trappe d'accès permettant d'enlever le compost ainsi produit.

Pour assurer un bon fonctionnement, plusieurs paramètres sont à considérer : l'apport suffisant d'oxygène ; une humidité appropriée (de 45 à 70%) ; une température entre 40 et 50 degrés, qui dépend de la dimension de la fosse ; et un ratio carbone / azote de 25 pour un. Ce dernier paramètre est plus théorique, et est accompli en pratique par l'ajout de sources de carbone sous la forme de matériaux organiques : copeaux de bois, sciure, cendres, papier...
Le dimensionnement se base généralement sur 300 litres par personne et par an. Selon la complexité désirée ou possible, la ventilation peut être forcée, et des compartiments multiples peuvent être ajoutés pour optimiser la ventilation et la dégradation.

## Source
Tilley, Elizabeth, 1979-, Ulrich, Lukas,, Lüthi, Christoph, et Reymond, Philippe,, Compendium des systèmes et technologies d'assainissement (ISBN 9783906484600, OCLC 957385596, lire en ligne)